# Donna Allen
Donna Allen (* in Key West) ist eine US-amerikanische R&B- und Popsängerin, die vor allem in den 1980er Jahren erfolgreich war.

## Leben und Karriere
Donna Allen wurde in Key West geboren und wuchs in Tampa auf, wo sie Cheerleader für die Tampa Bay Buccaneers war. Sie war die Sängerin der Gruppen Hi-Octane und Trama, bevor sie eine Solokarriere einschlug. Ihr Album Perfect Timing erschien 1986 auf Twenty One, die Singles Serious, Satisfied und Sweet Somebody konnten in die Charts einsteigen. Ihr nächstes Album namens Heaven on Earth folgte 1987 auf Oceana, mit dem Titeltrack, Can We Talk? und Joy and Pain als Charteinsteiger. 
1995 sang sie das von Jon Secada und Emilio Estefan produzierte Lied Real für den Soundtrack des Films The Specialist. Im Anschluss erschienen nur noch wenige Platten von Allen, sie blieb aber als Backgroundsängerin im Geschäft. Sie ist unter anderem auf CDs von Ricky Martin, Gloria Estefan oder Jennifer Lopez zu hören.
2013 nahm Allen an der fünften Staffel der amerikanischen Version von The Voice teil. In der „Blind Audition“ sang sie You Are So Beautiful und erhielt die Zustimmung von Christina Aguilera und Adam Levine, in dessen Team sie aufgenommen wurde. Allen schied allerdings in der „Battle Round“ gegen die spätere Gewinnerin der Staffel, Tessanne Chin, aus. 
2015 erschien ein neues Gospelalbum von Allen, I’m Your Bride, im Eigenvertrieb.

## Diskografie

### Studioalben
| Jahr | Titel          | Höchstplatzierung, Gesamtwochen, AuszeichnungChartplatzierungen (Jahr, Titel, Platzierungen, Wochen, Auszeichnungen, Anmerkungen) | Höchstplatzierung, Gesamtwochen, AuszeichnungChartplatzierungen (Jahr, Titel, Platzierungen, Wochen, Auszeichnungen, Anmerkungen) | Höchstplatzierung, Gesamtwochen, AuszeichnungChartplatzierungen (Jahr, Titel, Platzierungen, Wochen, Auszeichnungen, Anmerkungen) | Höchstplatzierung, Gesamtwochen, AuszeichnungChartplatzierungen (Jahr, Titel, Platzierungen, Wochen, Auszeichnungen, Anmerkungen) | Höchstplatzierung, Gesamtwochen, AuszeichnungChartplatzierungen (Jahr, Titel, Platzierungen, Wochen, Auszeichnungen, Anmerkungen) | Anmerkungen                    |
| Jahr | Titel          | DE | AT | CH | UK | US | Anmerkungen                    |
| ---- | -------------- | --- | --- | --- | --- | --- | ------------------------------ |
| 1987 | Perfect Timing | — | — | — | — | US133 (13 Wo.)US | Erstveröffentlichung: Mai 1987 |

Weitere Alben
- 1989: Heaven on Earth
- 2015: I’m Your Bride

### Singles (Charterfolge)
| Jahr | Titel Album                  | Höchstplatzierung, Gesamtwochen, AuszeichnungChartplatzierungen (Jahr, Titel, Album, Platzierungen, Wochen, Auszeichnungen, Anmerkungen) | Höchstplatzierung, Gesamtwochen, AuszeichnungChartplatzierungen (Jahr, Titel, Album, Platzierungen, Wochen, Auszeichnungen, Anmerkungen) | Höchstplatzierung, Gesamtwochen, AuszeichnungChartplatzierungen (Jahr, Titel, Album, Platzierungen, Wochen, Auszeichnungen, Anmerkungen) | Höchstplatzierung, Gesamtwochen, AuszeichnungChartplatzierungen (Jahr, Titel, Album, Platzierungen, Wochen, Auszeichnungen, Anmerkungen) | Höchstplatzierung, Gesamtwochen, AuszeichnungChartplatzierungen (Jahr, Titel, Album, Platzierungen, Wochen, Auszeichnungen, Anmerkungen) | Anmerkungen                                               |
| Jahr | Titel Album                  | DE | AT | CH | UK | US | Anmerkungen                                               |
| ---- | ---------------------------- | --- | --- | --- | --- | --- | --------------------------------------------------------- |
| 1987 | Serious Perfect Timing       | DE16 (12 Wo.)DE | — | — | UK8 (13 Wo.)UK | US21 (18 Wo.)US | Erstveröffentlichung: Februar 1987                        |
| 1987 | Satisfied Perfect Timing     | — | — | — | UK92 (1 Wo.)UK | — | Erstveröffentlichung: Juni 1987                           |
| 1989 | Joy and Pain Heaven on Earth | — | — | CH19 (4 Wo.)CH | UK10 (11 Wo.)UK | — | Erstveröffentlichung: Mai 1989                            |
| 1989 | Can We Talk Heaven on Earth  | — | — | — | UK80 (2 Wo.)UK | — | Erstveröffentlichung: August 1989                         |
| 1995 | Real –                       | — | — | — | UK34 (2 Wo.)UK | — | Erstveröffentlichung: Januar 1995                         |
| 1997 | Saturday –                   | — | — | — | UK29 (3 Wo.)UK | — | Erstveröffentlichung: September 1997 mit East 57th Street |